# Петровский, Павел Фёдорович
Па́вел Фёдорович Петро́вский (род. 2 июля 1947) — российский дипломат, Чрезвычайный и полномочный посол (2002).

## Биография
Окончил МГИМО МИД СССР (1970).
- В 1970—1974 годах — сотрудник посольства СССР в Чаде.
- В 1976—1979 годах — сотрудник посольства СССР в Мавритании.
- В 1983—1988 годах — сотрудник посольства СССР в Руанде.
- В 1990—1992 годах — сотрудник посольства СССР (с 1991 — России) в Кот-д’Ивуаре.
- С 22 апреля 1992 по 1 июля 1996 года — чрезвычайный и полномочный посол Российской Федерации в Мали[1][2].
- С 30 сентября 1992 по 1 июля 1996 года — чрезвычайный и полномочный посол Российской Федерации в Нигере по совместительству[2][3]
- В 1996—1999 годах — заместитель директора Департамента кадров МИД РФ.
- С 20 октября 1999 по 1 августа 2003 года — чрезвычайный и полномочный посол Российской Федерации в Молдавии[4][5].
- В 2003—2006 годах — директор Департамента Секретариата министра иностранных дел РФ.
- С 11 апреля 2006 по 25 января 2013 года — чрезвычайный и полномочный посол Российской Федерации в Португалии[6][7].

## Семья
Женат, имеет двоих детей.

## Награды
- Знак отличия «За безупречную службу» XXX лет (11 марта 2003) — за многолетнюю безупречную государственную службу[8]
- Орден Почёта (25 июля 2003, Молдавия) — в знак признания выдающегося вклада в активизацию и расширение молдо-российских отношений дружбы и сотрудничества и за постоянную поддержку, оказанную Республике Молдова[9]
- Орден Дружбы (19 ноября 2007) — за большой вклад в реализацию внешней политики Российской Федерации[10]
- Почётная грамота президента Российской Федерации (16 ноября 2012) — за вклад в реализацию внешнеполитического курса Российской Федерации[11]

## Дипломатический ранг
- Чрезвычайный и полномочный посланник 2 класса (27 апреля 1992)[12]
- Чрезвычайный и полномочный посланник 1 класса (19 января 1995)[13]
- Чрезвычайный и полномочный посол (20 апреля 2002)[14]